# Fidżidż
Fidżidż (arab. فجيج, Fiǧīǧ, także فڭيڭ, Figīg; fr. Figuig) – miasto we wschodnim Maroku, w Regionie Wschodnim, położone w oazie na skraju Sahary, obejmujące siedem ufortyfikowanych osiedli (ksar). Od północy, wschodu i południa Fidżidż otaczony jest przez granicę algierską. W 2014 roku miasto liczyło 10 872 mieszkańców.
W Fidżidżu na ograniczoną skalę uprawia się palmy daktylowe, warzywa i owoce. Nieopodal miasta prowadzona jest hodowla owiec i kóz. Miasto jest ośrodkiem produkcji skór, tkanin i ceramiki.